# 大本德鎮區 (堪薩斯州巴頓縣)
大本德鎮區（英語：Great Bend Township）為位在美國堪薩斯州巴頓縣的鎮區。2010年美国人口普查中該鎮區人口有1,752人。
大本德鎮區於1872年設立。

## 地理
大本德鎮區涵蓋面積104.79平方（40.46平方英里），境內擁有一座城鎮：大本德（縣治）。

### 墓園
根據美國地質調查局的資料，此鎮區擁有2座墓園：
- 戈爾登貝爾特紀念公園墓園（Golden Belt Memorial Park Cemetery）
- 大本德墓園（Great Bend Cemetery）

### 溪流
通過此鎮區的溪流有：
- 德賴沃爾納特溪（Dry Walnut Creek）

### 機場
- 巴頓機場（Button Airport）
- 大本德市立機場（英语：Great Bend Municipal Airport）

## 人口統計
根據2010年美國人口普查，大本德鎮區人口有1,752人，人口密度為16.73人/平方公里。種族方面，91.32%為白人；4.28%為非裔美洲人；0.34%為美洲原住民；0.34%為亞洲人；0.11%為太平洋島民；2.63%為其他種族；另外有0.97%為兩個或以上的種族。而西班牙裔美國人或拉丁美洲人佔該鎮區人口的8.68%。

## 外部連結
- US-Counties.com
- City-Data.com（页面存档备份，存于）